# Кънчо Стойчев
Кънчо Марков Стойчев e български социолог. Главен изпълнителен директор на TNS за Балканския полуостров.

## Биография
Роден на 11 май 1960 г. в София в семейството на писателя Марко Стойчев. Завършва Социология в Софийския държавен университет.
През 1991 г. заедно с Андрей Райчев основава ББСС „Галъп Интърнешънъл“ – агенция за социологически изследвания. ББСС става част от международната група компании  „Тейлър Нелсън Софрес“ , която след 2001 се превръща в TNS - една от най-големите в света компании за маркетингови и медийни проучвания.  След разделянето на TNS и Галъп Интернешънъл като международни марки ,  TNS BBSS се специализира в провеждането на международни и  национални  пазарни и медийни проучвания в България и 8 страни от Югоизточна Европа, докато Галъп Интернешънъл България развива като самостоятелна агенция изследователски проекти в областта на електоралната социология.  
Един от основателите на КРИБ (Конфедерация на работодателите и индустриалците в България), член на Управителния съвет.
Председател и член на Съвета на директорите на Фондация „Братя Мормареви“, активен в насърчаване развитието на литературата и създаването на филми за деца.
Кавалер на Ордена за национални заслуги (на френски: Chevalier dans l’Ordre National de Mérite), връчен му от Президента на Френската република за изключителни професионални постижения.
Заедно с Андрей Райчев е собственик на голф игрището „Блек Си Рама“.